# Робертс, Билли
Билли Робертс (англ. Billy Roberts; 16 августа 1936, Гринвилл (Южная Каролина) (США) — 7 октября 2017, Атланта) — американский композитор и музыкант, получивший известность благодаря песне «Hey Joe», которая стала хитом и была исполнена такими известными музыкантами, как The Jimi Hendrix Experience и Deep Purple.